# Musile di Piave
Musile di Piave – miejscowość i gmina we Włoszech, w regionie Wenecja Euganejska, w prowincji Wenecja.
Według danych na rok 2004 gminę zamieszkiwały 10 222 osoby, 232,3 os./km².